# 觀塘（鯉魚門道）邨
觀塘（鯉魚門道）邨（英語：Lei Yue Mun Road Estate，下稱：鯉魚門道邨）是香港九龍觀塘區第一條政府廉租屋邨，現已拆卸。
鯉魚門道邨於1973年之前稱為觀塘政府廉租屋邨，共有7座舊型政府廉租屋大廈，於1962年落成，此等大廈與第三型徙置大廈類似，惟兩者的廚房設備有分別。該邨在1997年10月31日正式拆卸，經過重建後，成為現時鯉安苑。
值得一提的是，鯉魚門邨與本邨雖同樣是座落於鯉魚門道之上，但鯉魚門邨位於油塘及鯉魚門交界，油塘中心對面，前身為嶺南新村；兩者之間並無關係。此外，以海鮮聞名的鯉魚門寮屋區與本邨同樣並無關係。
1967年的《香港集體運輸研究》和1970年的《集體運輸計劃總報告書》提及的觀塘村站（Kwun Tong Tsuen Station）以本邨命名。

## 屋邨資料

### 樓宇
| 樓宇名稱 | 樓宇類型     | 落成年份 | 拆卸年份 | 重建後現存樓宇                         | 安置屋邨        |
| -------- | ------------ | -------- | -------- | -------------------------------------- | --------------- |
| 第1座    | 舊型廉租大廈 | 1962年   | 1997年   | 鯉安苑鯉逸閣 鯉安苑鯉欣閣              | 啟田邨 翠屏南邨 |
| 第2座    | 舊型廉租大廈 | 1962年   | 1997年   | 鯉安苑鯉逸閣 鯉安苑鯉欣閣              | 啟田邨 翠屏南邨 |
| 第3座    | 舊型廉租大廈 | 1962年   | 1997年   | 鯉安苑鯉康閣 鯉安苑鯉怡閣 鯉安苑鯉景閣 | 啟田邨 翠屏南邨 |
| 第4座    | 舊型廉租大廈 | 1962年   | 1997年   | 鯉安苑鯉康閣 鯉安苑鯉怡閣 鯉安苑鯉景閣 | 啟田邨 翠屏南邨 |
| 第5座    | 舊型廉租大廈 | 1962年   | 1997年   | 鯉安苑鯉康閣 鯉安苑鯉怡閣 鯉安苑鯉景閣 | 啟田邨 翠屏南邨 |
| 第6座    | 舊型廉租大廈 | 1962年   | 1997年   | 鯉安苑鯉康閣 鯉安苑鯉怡閣 鯉安苑鯉景閣 | 啟田邨 翠屏南邨 |
| 第7座    | 舊型廉租大廈 | 1962年   | 1997年   | 鯉安苑鯉庭閣                           | 啟田邨 翠屏南邨 |

粗體表示該樓宇牽涉26座問題公屋醜聞，其混凝土強度未達高層單位20.7MPa或低層單位31MPa的標準，相關樓宇已納入整體重建計劃下重建

## 學校
- 半島學校暨幼稚園（第2座地下）

## 住客
- 蔡一智：香港男藝人、男子組合草蜢[1]（4座2樓）[2]
- 蔡一傑：香港男藝人、男子組合草蜢[1]（4座2樓）[2]
- 蘇志威：香港男藝人、男子組合草蜢[1]
- 苗延舜：香港骨科醫生、上市公司君百延集團控股前執行董事

## 外部連結
- “官塘鯉魚門道邨集體回憶”——一名網民自製的影片，內含觀塘（鯉魚門道）邨的環境。 （页面存档备份，存于）
- “公屋人情風貌”Facebook專頁——觀塘（鯉魚門道）邨 （页面存档备份，存于）